# Penn Island
Penn Island är en ö i territoriet Falklandsöarna (Storbritannien). Den ligger i den västra delen av landet. Arean är 2,2 kvadratkilometer.
Terrängen på Penn Island är platt. Öns högsta punkt är 78 meter över havet. Ön sträcker sig 1,9 kilometer i nord-sydlig riktning, och 1,9 kilometer i öst-västlig riktning. Penn Island består i huvudsak av gräsmarker och hed.